# Sebeș
Sebeș (węg. Szászsebes, niem. Mühlbach) – miasto w środkowej Rumunii; w okręgu Alba; w południowym Siedmiogrodzie, w dolinie rzeki Maruszy. Liczy 27 019 mieszkańców (2011). Merem miasta jest Dăncilă Adrian Alexandru.

## Historia
W przeszłości Sebeș było jednym z siedmiu głównych miast Siedmiogrodu, założonych w XII w. przez osadników z Niemiec na terenie ówczesnego Królestwa Węgier. W rynku zachowany jest gotycki kościół z XIII-XV w., od XVI w. – ewangelicki (rum. Biserica Evanghelică-Lutherană) z największym ołtarzem renesansowym na terenie Rumunii.

## Struktura narodowościowa
Pomimo że obecnie (2011) Niemcy stanowią zaledwie niespełna 1 % ludności, w Sebeș obowiązują dwujęzyczne – rumuńskie i niemieckie nazwy ulic. Skład etniczny według spisu z 2011 r. jest następujący:
- Rumuni – 22 429 (83,0 %)
- Romowie – 1106 (4,09 %)
- Niemcy – 255 (0,94 %)
- Węgrzy – 112 (0,41 %)
- Włosi – 11 (0,04 %)
- Chińczycy – 3 (0,01 %)
- nieokreślona przynależność – 3094 (11,45 %)

## Gospodarka
W mieście rozwinął się przemysł włókienniczy, drzewny, papierniczy, skórzany, futrzarski oraz spożywczy.

## Miasta partnerskie
- Komárom

## Galeria

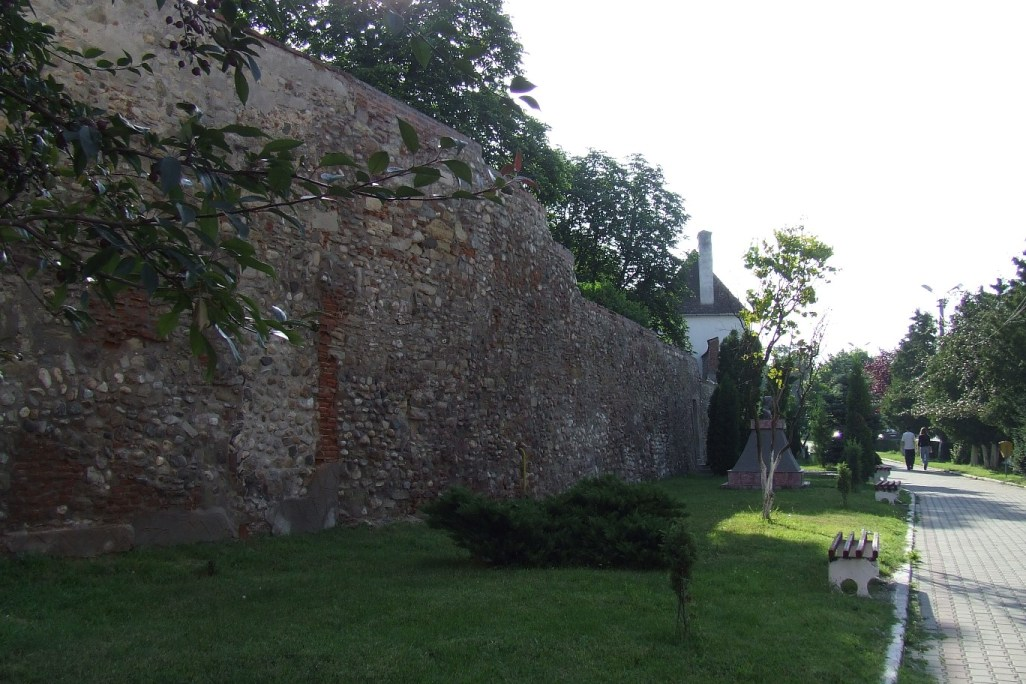
Mury miejskie